# Culex pinarocampa
Culex pinarocampa är en tvåvingeart som beskrevs av Dyar och Frederick Knab 1908. Culex pinarocampa ingår i släktet Culex och familjen stickmyggor. Inga underarter finns listade i Catalogue of Life.